# TWO HEART
『TWO HEART』（ツー・ハート）は、田中美奈子の4枚目のアルバム。

## 解説
「ひと夏の経験」「青い果実」は山口百恵のカバー曲。これらのカバー曲及びシングル収録曲以外は、和泉一弥の編曲による。

## 収録曲
1. 夢をあきらめないで
作詞・作曲：田中美奈子　編曲：和泉一弥
2. 想い出はいらない
作詞：夏野芹子　作曲・編曲：和泉一弥
3. 恋のバカンス（バルセロナ・バージョン）
作詞：岩谷時子　作曲：宮川泰　編曲：磯見雅昌
4. マーメイド
作詞：田中美奈子　作曲：飛佐晴己　編曲：和泉一弥
5. Oliginality
作詞：夏野芹子　作曲・編曲：和泉一弥
6. ひと夏の経験
作詞：千家和也　作曲：都倉俊一　編曲：大谷和夫
7. 青い果実
作詞：千家和也　作曲：都倉俊一　編曲：大谷和夫
8. ギリギリしてる
作詞・作曲：川島だりあ　編曲：明石昌夫
9. A-BU-NA-I
作詞：秋田恵美　作曲：高槻真裕　編曲：和泉一弥
10. 風にのって
作詞：田中美奈子　作曲：羽場仁志　編曲：和泉一弥
11. 秘密の夜にして
作詞・作曲：D. Clarkin - R. Rogers（訳詞：夏野芹子）　編曲：和泉一弥